# Шрёдер, Кристина
Кристина Шрёдер (нем. Kristina Schröder, урожд. Кёлер (Köhler); род. 3 августа 1977, Висбаден) — немецкий политик.

## Образование
Кристина Шрёдер получила аттестат зрелости в 1997 году, после чего изучала социологию, историю, философию и политологию в Майнцском университете. Получила диплом в 2002 году и степень доктора философии в 2009 году.

## Карьера
Шрёдер присоединилась к «Молодёжному союзу Германии» в 1991 году и является членом бундестага с 2002 года.
30 ноября 2009 года она была назначена федеральным министром по делам семьи, пожилых граждан, женщин и молодежи в кабинете Ангелы Меркель, занимала эту должность до конца срока полномочий кабинета 17 декабря 2013 года.

## Личная жизнь
Кристина Шрёдер живёт в Берлине со своим мужем Оле Шрёдером, также политиком и членом бундестага. У них есть две дочери, рождённых в 2011 и 2014 годах.
Она является членом Независимой евангелическо-лютеранской церкви.